# Distretto di Hat Yai
Il distretto di Hat Yai (in thailandese: หาดใหญ่) è un distretto (amphoe) della Thailandia, situato nella provincia di Songkhla.